# Saint-Jean-de-Linières
Saint-Jean-de-Linières is een plaats en voormalige gemeente in het Franse departement Maine-et-Loire in de regio Pays de la Loire en telt 1400 inwoners (1999). De plaats maakt deel uit van het arrondissement Angers.

## Geschiedenis
Saint-Jean-de-Linières is op 1 januari 2019 gefuseerd met de gemeente Saint-Léger-des-Bois tot de gemeente Saint-Léger-de-Linières. 

## Geografie
De oppervlakte van Saint-Jean-de-Linières bedraagt 8,7 km², de bevolkingsdichtheid is 160,9 inwoners per km².
De onderstaande kaart toont de ligging van Saint-Jean-de-Linières met de belangrijkste infrastructuur en aangrenzende gemeenten.

## Demografie
Onderstaande figuur toont het verloop van het inwonertal.